# Georgeta Damian
Georgeta Damian-Andrunache, née le 14 avril 1976 à Botoșani, est une athlète sportive roumaine pratiquant l'aviron. Elle a remporté cinq médailles d'or et une de bronze aux Jeux olympiques.

## Palmarès

### Jeux olympiques
- 2008 à Pékin,  Chine
  -  Médaille de bronze dans la catégorie huit avec barreur
  -  Médaille d'or dans la catégorie deux sans barreur
- 2004 à Athènes,  Grèce
  -  Médaille d'or dans la catégorie deux sans barreur
  -  Médaille d'or dans la catégorie huit avec barreur
- 2000 à Sydney,  Australie
  -  Médaille d'or dans la catégorie deux sans barreur
  -  Médaille d'or dans la catégorie huit avec barreur

### Championnats du monde
- 2007 à Munich,  Allemagne
  -  Médaille de bronze en deux de pointe
  -  Médaille d'argent en huit barré
- 2003 à Milan,  Italie
  -  Médaille de bronze en deux de pointe
  -  Médaille d'argent en huit barré
- 2002 à Séville,  Espagne
  -  Médaille d'or en deux de pointe
- 2001 à Lucerne,  Suisse
  -  Médaille d'or en deux de pointe
  -  Médaille d'argent en huit barré
- 1999 à Saint Catharines,  Canada
  -  Médaille d'or en huit barré
- 1998 à Cologne,  Allemagne
  -  Médaille d'or en huit barré
- 1997 à Aiguebelette-le-Lac,  France
  -  Médaille d'or en huit barré
  -  Médaille d'argent en deux de pointe

### Championnats d'Europe
- 2008 à Athènes,  Grèce
  -  Médaille d'or en deux de pointe
- 2007 à Poznań,  Pologne
  -  Médaille d'or en huit barré